# Helmi Lindelöf
 Helmi Lydia Lindelöf, född Helenius 25 oktober 1884 i Helsingfors, död 10 september 1966 i Helsingfors, var en finländsk skådespelare.
Lindelöf var dotter till arbetsledaren Enok Helenius och Ide Oxén. Hon växte upp i Sörnäs och anslöt sig tidigt till teatern. Som 16-åring beslöt sig Lindelöf för att bli skådespelare och tog lektioner av Olga Salo och Kaarola Avellan. 1901 debuterade hon vid Finlands nationalteater i J.H. Erkkos pjäs Aino. 1906 gifte hon sig med konsertmästare Carl Lindelöf. 1946 tilldelades Lindelöf Pro Finlandia-medaljen.